# Левянен, Йонас
Йо́нас Ле́вянен (фин. Jonas Levänen; род. 12 января 1994, Эспоо, Финляндия) — финский футболист, защитник клуба «Хонка».

## Карьера
На профессиональном уровне дебютировал в 2011 году в третьей лиге Финляндии, где выступал за фарм-клуб «Хонки» «Паллохонка». В 2013 году стал привлекаться к основной команде. 30 января 2013 года дебютировал за «Хонку» в матче Кубка финской лиги против «МюПа-47», в котором вышел на замену на 86-й минуте. Однако дебютировать в чемпионате Финляндии игроку удалось лишь спустя год. 19 апреля 2014 года в матче 2-го тура Левянен вышел на замену на 65-й минуте, заменив Юсси Васару. Интересно, что в этом матче «Хонка» также играла против «МюПа-47». По итогам сезона 2014 клуб был понижен в классе, опустившись в третий дивизион, однако игрок остался в клубе, став одним из основных футболистов в следующим сезоне. В сезоне 2015 клуб стал победителем зоны Какконен «юг», однако не смог перейти во второй дивизион, уступив в плей-офф команде КПВ. После этой неудачи Левянен покинул клуб и подписал контракт с клубом Вейккауслиги ВПС, за который выступал следующие 2 года. В начале 2018 года, после возвращения «Хонки» в элиту финского футбола, вернулся в команду.